# The Good Ship Rock 'n' Rye
The Good Ship Rock 'n' Rye è un cortometraggio muto del 1919 scritto e diretto da Fred C. Fishback.

## Produzione
Il film fu prodotto dalla Century Film.

## Distribuzione
Distribuito dall'Universal Film Manufacturing Company, il film - un cortometraggio in due bobine - uscì nelle sale cinematografiche statunitensi il 15 dicembre 1919.